# Mai Tai (musikgrupp)
Mai Tai är en nederländsk musikgrupp som på 1980-talet hade hits som "History" och "Body and Soul". "History" lyckades ta sig till åttonde plats och "Body and Soul" tog sig till nionde plats på listorna i Storbritannien.